# Lacon-Gunale

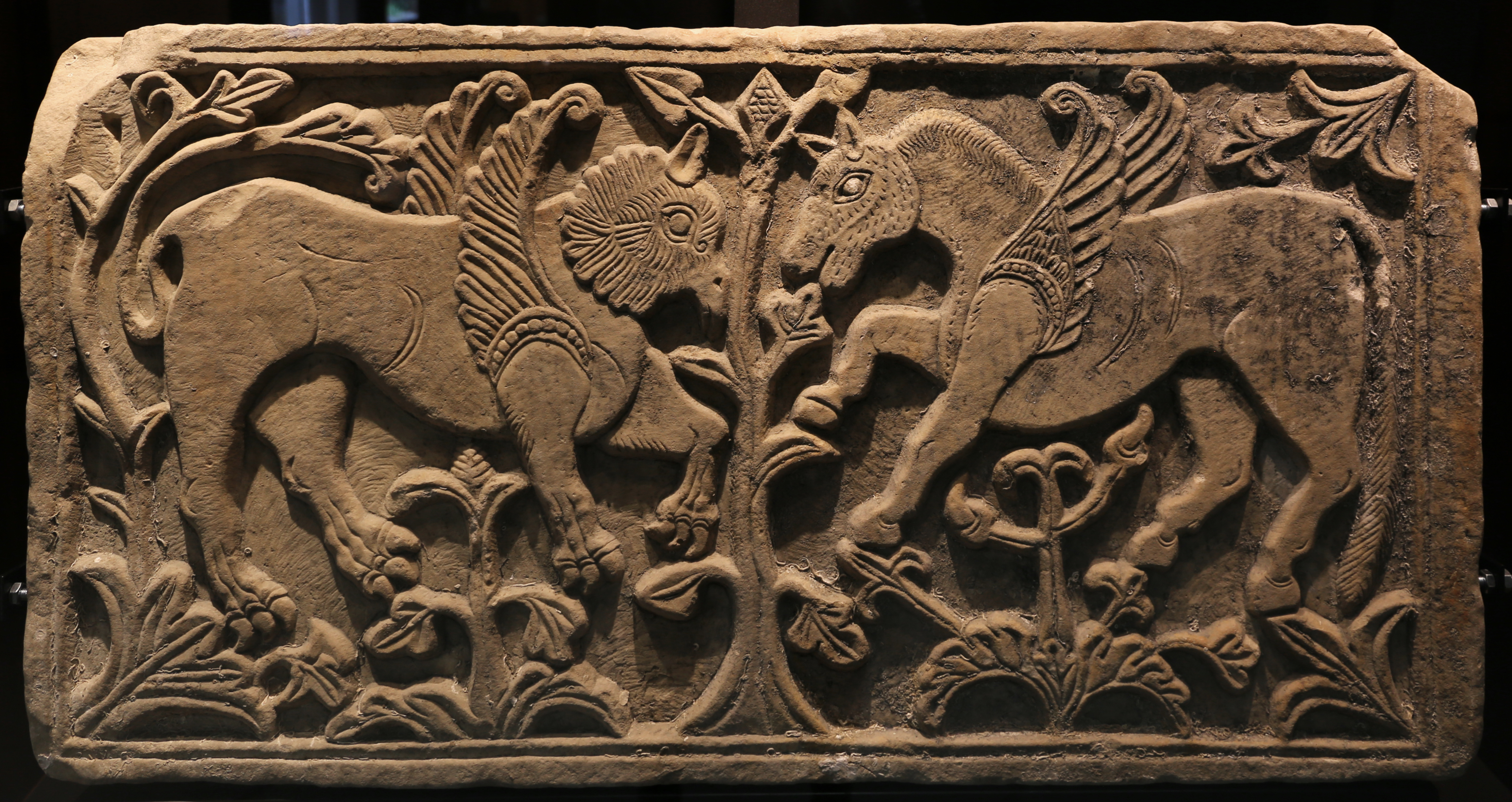
Époque byzantine, ateliers judiciaires sardes, pupitres de Saint Macaire, de Saint Éphèse de Nora, 950 après J.-C. env. 01 griffon et pégase entre l'arbre de vie.Reliefs au Musée archéologique national (Cagliari).

Les Lacon-Gunale étaient une maison indigène de la Sardaigne médiévale qui occupe initialement les trônes des quatre  Judicats de Sardaigne.

## Historique
Les Lacon et les Gunale étaient, probablement, les descendants respectifs des derniers  dux et  praeses de la Sardaigne byzantine peut-être originaire des cités de Laconi dans le   Sarcidano (it) et Gunale ou Unale, aujourd'hui disparue, dans la région d Arzachena en Gallura, qui s'unirent pour constituer une unique famille, laquelle assuma le rôle de  Iudex provinciae ou Archonte de Sardaigne, résident a Caralis. Au XIe siècle, avec la fragmentation du territoire insulaire en Judicats il se divisèrent en quatre lignées.

## Articles liés
- Judicat de Logudoro
- Judicat de Gallura
- Judicat d'Arborée
- Judicat de Cagliari